# Ege Dolphins 2024
Questa voce raccoglie le informazioni riguardanti gli Ege Dolphins nelle competizioni ufficiali della stagione 2024.

## 2. Lig 2024

### Stagione regolare
| Smirne 10 marzo 2024, ore 14:00 1ª giornata | Ege Dolphins | 28 – 0 | Uludağ Timsahlar | Kemal Paşa Armutlu Futbol Tesisleri |

| Balıkesir 7 aprile 2024, ore 15:00 3ª giornata | Balıkesir Büyükşehir Belediyespor | 0 – 16 | Ege Dolphins | Jets Arena |

| Adalia 21 aprile 2024, ore 14:00 4ª giornata | Antalya Vandals | 31 – 6 | Ege Dolphins | SB Sports Sport Center |

| Smirne 28 aprile 2024, ore 14:00 5ª giornata | Ege Dolphins | 34 – 6 | Kırıkkale Gunners | Kemal Paşa Armutlu Futbol Tesisleri |

### Playoff
| Smirne 19 maggio 2024, ore 15:00 Semifinale | Ege Dolphins | 17 – 10 | Antalya Vandals | Kemal Paşa Armutlu Futbol Tesisleri |

| Düzce 25 maggio 2024, ore 17:30 Finale | Hacettepe Red Deers | 13 – 0 | Ege Dolphins | Düzce Üniversitesi Futbol Sahası |

## Statistiche di squadra
| Competizione      | %Vittorie | In casa | In casa | In casa | In casa | In casa | In casa | In trasferta | In trasferta | In trasferta | In trasferta | In trasferta | In trasferta | Totale | Totale | Totale | Totale | Totale | Totale |
| Competizione      | %Vittorie | G       | V       | N       | P       | Pf      | Ps      | G            | V            | N            | P            | Pf           | Ps           | G      | V      | N      | P      | Pf     | Ps     |
| ----------------- | --------- | ------- | ------- | ------- | ------- | ------- | ------- | ------------ | ------------ | ------------ | ------------ | ------------ | ------------ | ------ | ------ | ------ | ------ | ------ | ------ |
| Stagione regolare | .750      | 2       | 2       | 0       | 0       | 62      | 6       | 2            | 1            | 0            | 1            | 22           | 31           | 4      | 3      | 0      | 1      | 84     | 37     |
| Playoff           | .500      | 1       | 1       | 0       | 0       | 17      | 10      | 1            | 0            | 0            | 1            | 0            | 13           | 2      | 1      | 0      | 1      | 17     | 23     |
| Totale            | .667      | 2       | 2       | 0       | 0       | 79      | 16      | 3            | 1            | 0            | 2            | 22           | 44           | 6      | 4      | 0      | 2      | 101    | 60     |